# Carl Henrik Ewert
Carl Henrik Ewert, född 1802, död 1882, var en svensk rådman och polismästare. Han var borgmästare i Göteborgs stad 1845-1872.
Han var riddare av Nordstjärneorden och riddare av Norska Sankt Olavs orden